# Krautshäuptchen

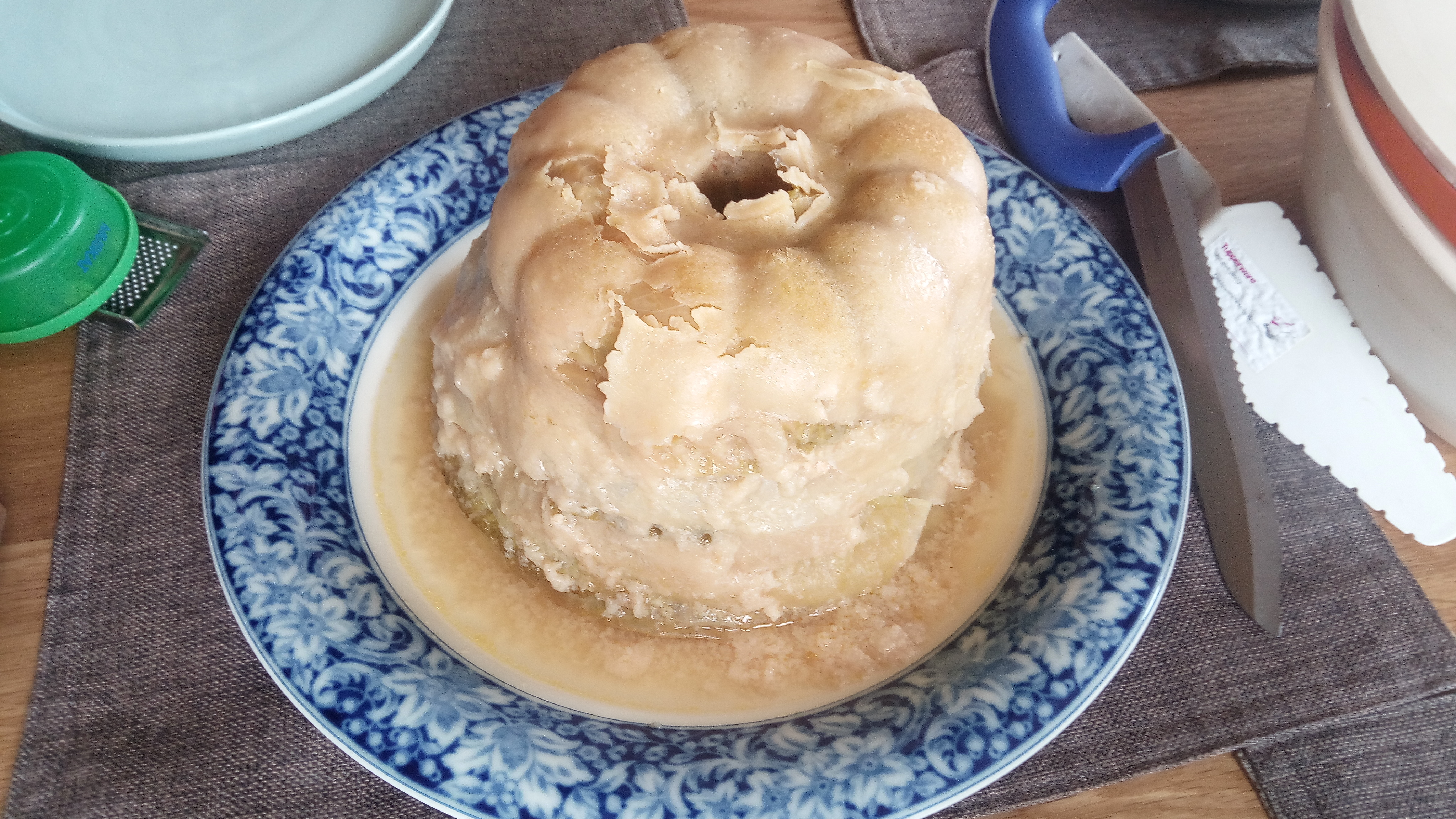
Krautshäuptchen

Krautshäuptchen (auch Krautshäubchen, im Raum Kassel Gefülltes Kraut) ist eine nordhessische kulinarische Spezialität.

## Zubereitung
Blanchiertes Weißkraut (in einigen Orten bevorzugt man Wirsing) wird schichtweise mit einer gewürzten Schweinemettmasse (Gehacktes) in eine spezielle Krautshäuptchenform oder eine Puddingform gefüllt, in der das Gericht im Wasserbad gegart wird.  Die Krautshäuptchen werden aus der Form gestürzt, in Scheiben geschnitten und mit Salzkartoffeln und Senfsauce oder Béchamelsauce serviert. Oft werden  die Krautshäuptchen-Scheiben vor dem Servieren in der Pfanne goldbraun gebraten. Die zur Zubereitung traditionell verwendeten speziellen Krautshäuptchenformen gibt es auch heute noch im Handel zu kaufen.